# Högasjön
Högasjön är en sjö i Falkenbergs kommun i Halland och ingår i Nissan-Suseåns kustområde.